# Operace Panzerfaust
Operace Panzerfaust (v Německu známá jako Unternehmen Panzerfaust) byla německá vojenská operace z října 1944, jejímž cílem bylo udržet Maďarské království ve druhé světové válce na straně nacistického Německa. 

## Události
Operace byla reakcí na vyjednávání maďarského regenta Miklóse Horthyho se Sovětským svazem o příměří.
Adolf Hitler nejprve do Maďarska vyslal podplukovníka Waffen-SS Otto Skorzenyho, který 15. října 1944 unesl Horthyho syna. Německá armáda následně s pomocí maďarských fašistů ze strany Šípových křížů převzala kontrolu nad vládou a rozhlasem. 
Němci obsadili Budínský hrad a regenta Horthyho zajali. Ten byl následně donucen podepsat prohlášení, kterým odvolal vyhlášené příměří a abdikovat ve prospěch Ference Szálasiho ze strany Šípových křížů. Szálasi se stal premiérem a vůdcem Maďarska a vytvořil proněmeckou loutkovou vládu národní jednoty. 
Horthy byl následně odvezen na zámek Hirschberg v Bavorsku, kde byl držen v domácím vězení.